# Marcel Le Picard

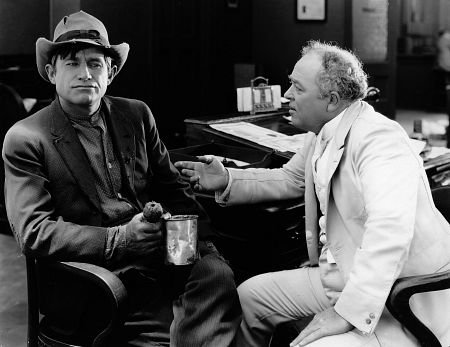
Honest Hutch (1920)
Will Rogers (à g.) et Nick Cogley

Marcel André Le Picard, né le 17 janvier 1887 au Havre (Seine-Maritime), mort le 25 mai 1952 à Los Angeles (Californie), est un directeur de la photographie français, ayant fait carrière aux États-Unis.
Membre de l'ASC, il est le plus souvent crédité Marcel Le Picard.

## Biographie
Installé aux États-Unis, Marcel Le Picard y débute comme chef opérateur sur The Outlaw's Revenge, drame de Christy Cabanne sorti en 1915, avec Raoul Walsh et Mae Marsh. Jusqu'en 1928, il contribue à près de cinquante films muets américains (dont onze avec Will Rogers, de 1919 à 1921).
Puis il collabore à cent-cinquante films parlants — le premier sorti en 1930 —, la plupart étant des réalisations de série B, produites notamment (à partir de 1937) par Monogram Pictures. En particulier, il travaille sur de nombreux westerns, mettant en vedette Tim McCoy (cinq films, en 1938-1939), Tex Ritter (seize films, de 1939 à 1941), Tom Keene (quatre films, en 1941-1942), Ken Maynard (quatre films, en 1943-1944), ou encore Bob Steele (quatre films, en 1944-1945), entre autres.
Mentionnons également vingt-cinq films avec Leo Gorcey (de 1941 à 1952), ainsi que cinq avec Béla Lugosi (de 1941 à 1947), dont les films d'horreur Le Fantôme invisible de Joseph H. Lewis en 1941, Voodoo Man de William Beaudine en 1944 et Scared to Death de Christy Cabanne en 1947.
Le dernier film photographié par Marcel Le Picard est le western Born to the Saddle (en) de William Beaudine (avec Donald Woods et Leif Erickson), sorti en 1953, l'année suivant sa mort.

## Filmographie partielle
- 1915 : The Outlaw's Revenge de Christy Cabanne
- 1916 : La Fille des dieux (A Daughter of the Gods) d'Herbert Brenon
- 1916 : The Sphinx (en) de John G. Adolfi
- 1916 : The House of Mirrors de Marshall Farnum et James Ormont
- 1917 : Babbling Tongues de William Humphrey
- 1918 : A Perfect Lady de Clarence G. Badger
- 1919 : Almost a Husband de Clarence G. Badger
- 1919 : Un soir d'orage (Through the Wrong Door) de Clarence G. Badger
- 1920 : Honest Hutch de Clarence G. Badger
- 1921 : À la manière de Roméo (Doubling for Romeo) de Clarence G. Badger
- 1921 : Un héros malgré lui (An Unwilling Hero) de Clarence G. Badger
- 1924 : Pour l'indépendance (America) de D. W. Griffith
- 1925 : Voulez-vous m'épouser ? (Headlines) d'Edward H. Griffith
- 1926 : The Broadway Boob de Joseph Henabery
- 1926 : White Mice d'Edward H. Griffith
- 1926 : Oh, Baby ! d'Harley Knoles
- 1937 : The Legion of Missing Men (en) d'Hamilton MacFadden
- 1938 : Lightning Carson rides again de Sam Newfield
- 1938 : International Crime de Charles Lamont
- 1938 : Prison Train de Gordon Wiles
- 1939 : Rollin' Westward d'Albert Herman
- 1939 : The Man from Texas d'Albert Herman
- 1939 : Outlaws' Paradise de Sam Newfield
- 1939 : In Old Montana de Bernard B. Ray
- 1940 : Take Me Back to Oklahoma d'Albert Herman
- 1941 : Spooks Run Wild de Phil Rosen
- 1941 : Gentleman from Dixie d'Albert Herman
- 1941 : Le Fantôme invisible (Invisible Ghost) de Joseph H. Lewis
- 1942 : Lady from Chungking de William Nigh
- 1942 : Hillbilly Blitzkrieg de Roy Mack
- 1942 : Private Snuffy Smith d'Edward F. Cline
- 1942 : One Thrilling Night de William Beaudine
- 1942 : Miss V from Moscow d'Albert Herman
- 1943 : Behind Prison Walls de Steve Sekely
- 1943 : Wild Horse Stampede (en) d'Alan James
- 1943 : The Girl from Monterrey de Wallace Fox

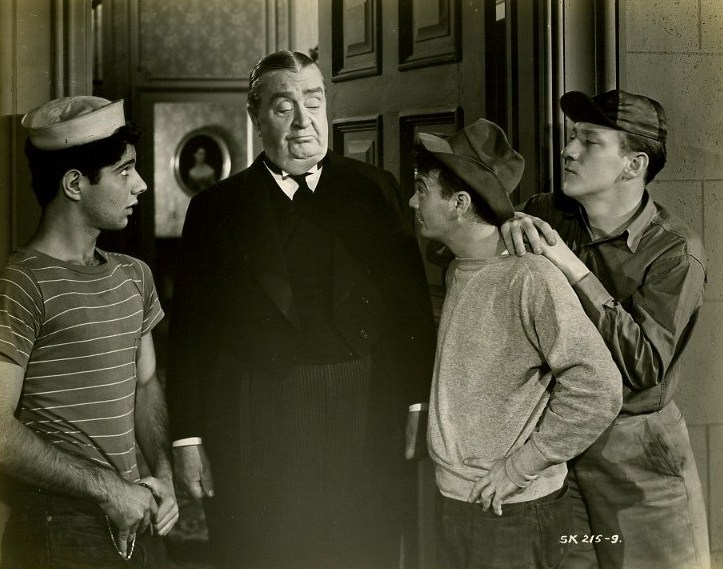
Million Dollar Kid (1944)
De g. à d. : Gabriel Dell, Robert Greig,
Leo Gorcey et Huntz Hall

- 1944 : Ghost Guns de Lambert Hillyer
- 1944 : L'Esprit diabolique (Voodoo Man) de William Beaudine
- 1944 : Law of the Valley (en) d'Howard Bretherton
- 1944 : Le Troubadour de Broadway (Minstrel Man) de Joseph H. Lewis
- 1944 : Return of the Ape Man de Phil Rosen
- 1944 : Follow the Leader de William Beaudine
- 1944 : Million Dollar Kid de Wallace Fox
- 1945 : La Forêt enchantée (The Enchanted Forest), de Lew Landers
- 1945 : Les Fausses Pudeurs (Mom and Dad), de William Beaudine
- 1945 : The Navajo Trail (en) d'Howard Bretherton
- 1945 : A Sporting Chance de George Blair
- 1945 : The Lost Trail de Lambert Hillyer
- 1946 : Home on the Range de R. G. Springsteen
- 1946 : North of the Border de B. Reeves Eason
- 1946 : Song of the Sierras d'Oliver Drake
- 1947 : Scared to Death de Christy Cabanne
- 1947 : Six-Gun Serenade (en) de Ford Beebe
- 1947 : News Hounds de William Beaudine
- 1948 : Trouble Makers de Reginald Le Borg
- 1949 : Angels in Disguise (en) de Jean Yarbrough
- 1949 : Forgotten Women de William Beaudine
- 1949 : Roaring Westward (en) d'Oliver Drake
- 1950 : Triple Trouble (en) de Jean Yarbrough
- 1950 : Joe Palooka in the Squared Circle de Reginald Le Borg
- 1950 : Bomba dans le volcan en feu (The Lost Volcano) de Ford Beebe
- 1951 : Bowery Battalion de William Beaudine
- 1952 : Feudin' Fools de William Beaudine
- 1953 : Born to the Saddle de William Beaudine